# 重力内波

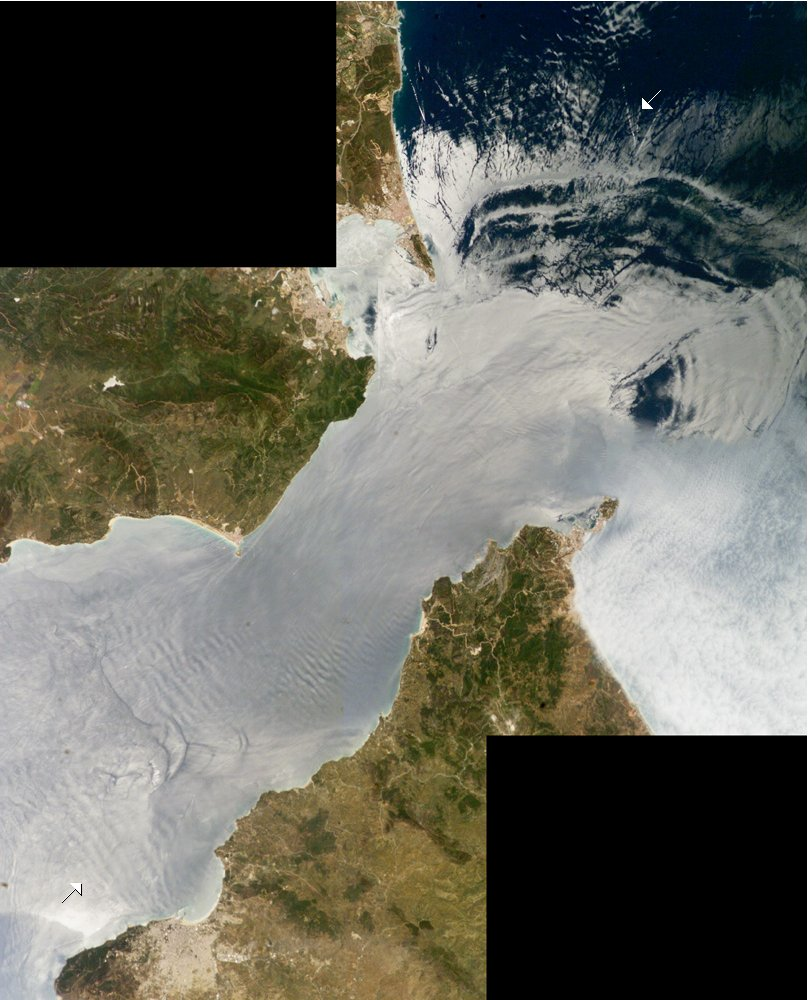
内波（用箭头标记），由通过直布罗陀海峡的潮汐流引起，并因海面粗糙度而可见，增强了阳光的反向散射

内波是在流体介质内而不是在其表面上振荡的重力波。为了存在，流体必须分层：由于例如温度和/或盐度的变化，密度必须随深度/高度而变化（连续或不连续）。如果密度在很小的垂直距离内发生变化（如湖泊和海洋中的温跃层或大气逆温），波像表面波一样水平传播，但速度较慢，由流体的密度差决定界面下方和上方。如果密度连续变化，波可以垂直传播，也可以水平传播通过流体。
内波，一般也称为重力内波，根据流体分层、产生机制、幅度和外力的影响而有许多其他名称。如果沿密度随高度迅速降低的界面水平传播，则它们被特别称为界面（内部）波。如果界面波振幅很大，则称为内部孤立波或内部孤立子。如果在大气中垂直移动，空气密度的显著变化会影响它们的动力学，内波就被称为非弹性（内部）波。如果是由流过地形产生的，内波就被称为背风波或山波。如果山浪冲破高空，内波会在地面产生强烈的暖风，称为奇努克风（在北美）或焚风（在欧洲）。如果通过海底脊或大陆架上的潮汐流在海洋中产生，内波就被称为内部潮汐。如果它们与地球的旋转频率相比演化缓慢，以至于它们的动力学受到科里奥利效应的影响，内波就被称为惯性重力波，或者简单地说，惯性波。内波通常有别于罗斯贝波，后者受科里奥利频率随纬度变化的影响。

## 内波的可视化
通过缓慢地前后倾斜一瓶沙拉酱，可以很容易地在厨房中观察到内波 - 波存在于油和醋之间的界面处。
大气内波可以通过波云来可视化：在波峰处，空气在相对较低的压力下上升和冷却，如果相对湿度接近 100%，则会导致水蒸气凝结。由于流过山丘而显示内部波的云被称为透镜状云，因为它们的外观类似透镜。不太引人注目的是，一列内波可以通过被描述为人字形天空或鲭鱼形天空的波纹云图案来可视化。雷暴的冷空气外流可以在大气逆温时发射大振幅的内部孤立波。在澳大利亚北部，这些会产生牵牛花云，一些冒失鬼用它来滑行，就像冲浪者乘着海浪一样。澳大利亚和其他地方的卫星显示，这些波浪可以跨越数百公里。
海洋温跃层的起伏可以通过卫星观察到，因为波浪会增加水平流汇聚处的表面粗糙度，这会增加阳光的散射（如本页顶部的图像所示，潮汐流通过海洋时产生的波浪，拍摄于直布罗陀海峡上空）。

## 浮力，降低重力和浮力频率
根据阿基米德原理，浸没物体的重量会减少它所排开的流体的重量。这适用于密度的流体包裹{\displaystyle \rho }被高密度的环境流体包围{\displaystyle \rho _{0}} .它每单位体积的重量是{\displaystyle g(\rho -\rho _{0})}, 其中{\displaystyle g}是重力加速度。除以特征密度， {\displaystyle \rho _{00}}, 给出了减少重力的定义：
{\displaystyle g^{\prime }\equiv g{\frac {\rho -\rho _{0}}{\rho _{00}}}}
如果{\displaystyle \rho >\rho _{0}}, {\displaystyle g^{\prime }}是正数，但通常远小于{\displaystyle g} .因为水的密度比空气大得多，所以表面重力波对水的置换几乎可以感受到全部的重力（ {\displaystyle g^{\prime }\sim g} ）。将较暖的表面与较冷的深水分开的湖温跃层的位移，感受到通过降低的重力表达的浮力。例如，冰水和常温水的密度差是水的特征密度的0.002。所以减少的重力是重力的0.2%。正是由于这个原因，内波相对于表面波以慢速运动。
虽然降低的重力是描述界面内波浮力的关键变量，但使用不同的量来描述密度随高度变化的连续分层流体中的浮力： {\displaystyle \rho _{0}(z)} .假设一个水柱处于流体静力平衡状态和一小块有密度的流体{\displaystyle \rho _{0}(z_{0})}垂直位移一小段距离{\displaystyle \Delta z} 。浮力恢复力导致垂直加速度，由 给出
{\displaystyle {\frac {d^{2}\Delta z}{dt^{2}}}=-g^{\prime }=-g(\rho _{0}(z_{0})-\rho _{0}(z_{0}+\Delta z))/\rho _{0}(z_{0})\simeq -g\left(-{\frac {d\rho _{0}}{dz}}\Delta z\right)/\rho _{0}(z_{0})}
这是弹簧方程，其解预测振荡垂直位移约{\displaystyle z_{0}}与浮力频率给出的频率有关的时间：
{\displaystyle N=\left(-{\frac {g}{\rho _{0}}}{\frac {d\rho _{0}}{dz}}\right)^{1/2}.}
上述论点可以推广到预测频率， {\displaystyle \omega }, 沿线以一定角度摆动的流体包裹{\displaystyle \Theta }垂直：
{\displaystyle \omega =N\cos \Theta } .
这是为恒定相位线呈一定角度的内波编写色散关系的一种方法{\displaystyle \Theta }到垂直。特别是，这表明浮力频率是允许的内波频率的上限。

## 内波的数学建模
内波理论在界面波和垂直传播内波的描述上有所不同。这些在下面分别处理。

### 界面波
在最简单的情况下，考虑一种两层流体，其中有一块密度均匀的流体{\displaystyle \rho _{1}}覆盖在一块密度均匀的流体上{\displaystyle \rho _{2}} .任意取两层之间的界面位于{\displaystyle z=0.}假定上层和下层的流体是无旋的。所以每一层的速度由速度势的梯度给出， {\displaystyle {{\vec {u}}=\nabla \phi ,}}势本身满足拉普拉斯方程：
{\displaystyle \nabla ^{2}\phi =0.}
假设域是无界且二维的（在{\displaystyle x-z}平面），并假设波是周期性的{\displaystyle x}带波数{\displaystyle k>0,}每一层的方程都简化为一个二阶常微分方程{\displaystyle z} .坚持有界解，每一层的速度势为
{\displaystyle \phi _{1}(x,z,t)=Ae^{-kz}\cos(kx-\omega t)}
以及
{\displaystyle \phi _{2}(x,z,t)=Ae^{kz}\cos(kx-\omega t),}
和{\displaystyle A}波的幅度和{\displaystyle \omega }它的角频率。在推导这种结构时，在需要质量和压力连续性的界面处使用了匹配条件。这些条件也给出了色散关系： 
{\displaystyle \omega ^{2}=g^{\prime }k}
其中减少的重力{\displaystyle g^{\prime }}是基于上下层的密度差：
{\displaystyle g^{\prime }={\frac {\rho _{2}-\rho _{1}}{\rho _{2}+\rho _{1}}}\,g,}
其中{\displaystyle g}为地球引力。注意色散关系与深水表面波的色散关系相同，通过设置{\displaystyle g^{\prime }=g.}

### 均匀分层流体中的内波
假设流体不可压缩且背景密度变化很小（ Boussinesq 近似），通过求解线性化的质量、动量和内能方程，可以得到均匀分层流体中内波的结构和色散关系.假设波在 xz 平面中是二维的，则相应的方程为
{\displaystyle \partial _{x}u+\partial _{z}w=0}
{\displaystyle \rho _{00}\partial _{t}u=-\partial _{x}p}
{\displaystyle \rho _{00}\partial _{t}w=-\partial _{z}p-\rho g}
{\displaystyle \partial _{t}\rho =-wd\rho _{0}/dz}
其中{\displaystyle \rho }是扰动密度， {\displaystyle p}是压力，并且{\displaystyle (u,w)}是速度。环境密度随高度线性变化，由下式给出{\displaystyle \rho _{0}(z)}和{\displaystyle \rho _{00}} ，一个常数，是特征环境密度。
求解形式为波的四个未知数中的四个方程{\displaystyle \exp[i(kx+mz-\omega t)]}给出色散关系
{\displaystyle \omega ^{2}=N^{2}{\frac {k^{2}}{k^{2}+m^{2}}}=N^{2}\cos ^{2}\Theta }
其中{\displaystyle N}是浮力频率和{\displaystyle \Theta =\tan ^{-1}(m/k)}是波数矢量与水平面的夹角，也是恒定相位线与垂直方向的夹角。
从色散关系中得到的相速度和群速度预测了它们是垂直的并且相速度和群速度的垂直分量具有相反符号的异常性质：如果波包向上向右移动，波峰向下向右移动。

## 海洋中的内波

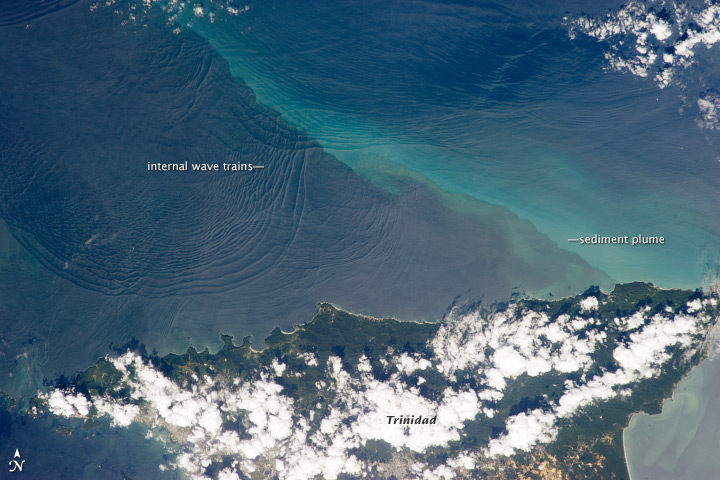
从太空看，特立尼达周围的内波列

大多数人认为波浪是一种表面现象，它作用于水（如湖泊或海洋）和空气之间。在海洋中低密度水覆盖高密度水的地方，内波沿边界传播。它们在世界海洋的大陆架区域尤其常见，在大河流出口处咸水覆盖咸水的地方。除了可以在波谷上形成的光滑带外，通常几乎没有波浪的表面表现。
内波是一种叫做死水的奇怪现象的来源，1893 年挪威海洋学家弗里德乔夫·南森首次报道了这种现象，在这种现象中，一艘船在表面平静的情况下可能会遇到向前运动的强大阻力。当船在一层相对较淡水的水域航行时，就会发生这种情况，该水域的深度与船的吃水相当。这会引起内波的尾流，从而耗散大量能量。 

## 内波的性质
内波通常比表面重力波具有更低的频率和更高的振幅，因为流体内的密度差异（以及因此的恢复力）通常要小得多。波长从厘米到千米不等，周期分别为几秒到几小时。
大气和海洋不断分层：势密度一般会稳步向下增加。连续分层介质中的内波可以垂直传播也可以水平传播。这种波的色散关系很奇怪：对于自由传播的内部波包，能量的传播方向（群速度）垂直于波峰和波谷的传播方向（相速度）。由于不同的分层或风，内波也可能被限制在高度或深度的有限区域内。在这里，波被认为是被引导的或被捕获的，并且可能形成垂直驻波，其中群速度的垂直分量接近于零。导管内波模式可以水平传播，具有平行的群和相速度矢量，类似于波导内的传播。
在大尺度上，内波既受地球自转的影响，也受介质分层的影响。这些地球物理波动的频率从科里奥利频率的下限（惯性流）到Brunt-Väisälä 频率或浮力频率（浮力振荡）不等。在Brunt-Väisälä 频率以上，可能会出现渐逝的内部波动，例如由部分反射引起的波动。潮汐频率的内波是由地形/测深上的潮汐流产生的，被称为内潮汐。类似地，大气潮汐产生于例如与昼夜运动相关的非均匀太阳加热。

## 浮游幼虫的上岸
跨陆架运输，即沿海和近海环境之间的水交换，因其在将海洋浮游幼虫从共享的近海幼虫池中运送到通常不同的成年种群中的作用而受到特别关注。 已经提出了几种通过内波对浮游幼虫进行跨架的机制。每种事件的发生率取决于多种因素，包括底部地形、水体分层和潮汐影响。

### 内部潮汐洞
与表面波类似，内波在接近海岸时会发生变化。随着波浪振幅与水深的比率变得如此，波浪“感觉底部”，波浪底部的水由于与海底的摩擦而减速。这导致波浪变得不对称并且波浪面变陡，最终波浪将破裂，作为内孔向前传播。  当潮汐经过陆架断裂时，通常会形成内波。 这些波浪中最大的一个是在大潮期间产生的，而那些足够大的波浪会破裂并作为钻孔穿过大陆架。  这些钻孔的证据是温度和盐度随深度的快速、阶梯状变化、底部附近突然出现的上坡流以及跟随钻孔前沿的高频内波包。 
与内部钻孔相关的凉爽的、以前的深水进入温暖的、较浅的水域，这与浮游植物和浮游动物浓度的急剧增加以及浮游物种丰度的变化相对应。 此外，虽然地表水和深层水的初级生产力往往相对较低，但温跃层通常与叶绿素最大层有关。这些层反过来又吸引了大量的移动浮游动物 ，内部钻孔随后将它们推向海岸。许多分类群在温暖的地表水中几乎不存在，但在这些内部钻孔中却很丰富。 

### 表面浮油
虽然大幅度的内波通常会在越过大陆架断裂带后中断，但较小的波列将不间断地穿过大陆架。  在低风速下，这些内波可以通过形成与底部地形平行的宽表面浮油来证明，这些浮油随着内波向海岸前进。  内波上方的水在其波谷和上升流中汇聚和下沉，并在其波峰处发散。 与内部波槽相关的辐合带通常会积聚油和漂浮物，偶尔会随着浮油向岸边推进。  这些漂浮物还可以容纳高浓度的无脊椎动物幼虫和比周围水域高出一个数量级的鱼类。 

### 可预测的下沉
温跃层通常与叶绿素最大层有关。 内波代表了这些温跃层的振荡，因此有可能将这些富含浮游植物的水域向下转移，耦合底栖和中上层系统。  受这些事件影响的地区显示出较高的悬浮摄食海鞘和苔藓虫的生长速率，这可能是由于高浓度浮游植物的周期性涌入。 温跃层的周期性下降和相关的下降流也可能在浮游幼虫的垂直运输中起重要作用。

### 束缚核心
包含被束缚的反向振荡核心的大陡峭内波也可以将水团输送到岸边。 这些具有被困核心的非线性波先前已在实验室中观察到并在理论上进行了预测。 这些波在以高剪切和湍流为特征的环境中传播，并且可能从与上游更远的浅滩底部相互作用的洼地波中获取能量。 有利于产生这些波浪的条件也可能使底部的沉积物以及在深水中的底栖生物中发现的浮游生物和营养物质悬浮。